# Sedimentibacter hydroxybenzoicus
Sedimentibacter hydroxybenzoicus è una specie di batterio appartenente alla famiglia delle Peptostreptococcaceae.